# الکسی گوریشف
الکسی گوریشف (روسی: Алексей Михайлович Гурышев؛ ۱۴ مارس ۱۹۲۵ – ۱۶ نوامبر ۱۹۸۳) بازیکن هاکی روی یخ اهل اتحاد جماهیر شوروی سوسیالیستی بود.